# Supreme Commander: Forged Alliance
Supreme Commander: Forged Alliance è un videogioco strategico di guerra prodotto dalla THQ, espansione stand-alone del gioco Supreme Commander.
Alle tre civiltà presenti in Supreme Commander se ne aggiunge una quarta: I Seraphim.

## Differenze e novità
In questo capitolo sono presenti oltre 100 unità inedite, una nuova civiltà giocabile, nuove mappe e una nuova campagna. 
Come nel precedente capitolo sono tre modalità di gioco: esercitazione (dove viene insegnato l'uso del gioco), schermaglia e campagna in diverse difficoltà, più il multiplayer in Internet o in rete locale LAN.